# Mogami Yoshimori
Mogami Yoshimori (最上義守?; 1521 – 1590) è stato un daimyō giapponese del clan Mogami durante il periodo Sengoku.
Yoshimori era figlio di Mogami Yoshiharu, che era un cugino del daimyō dei Mogami, Yoshisada. Quando Mogami Yoshisada morì senza eredi nel 1523, Yoshimori fu scelto per la successione all'età di due anni. Egli governò dal castello di Yamagata e si sono scontrò con i clan Uesugi, Date e numerosi signori locali per espandere il dominio dei Mogami.
Sostenne Date Tanemune nel conflitto di Tenbun e sua figlia Yoshiko fu data in sposa a Date Terumune, padre del famoso Masamune.
Nel 1571 Yoshimori indicò come erede un suo figlio più giovane, bypassando Mogami Yoshiaki. Una fazione di servitori fedeli a Yoshiaki intervenne per porre Yoshimori in custodia e forzare la successione di Yoshiaki.